# Holconia murrayensis
Holconia murrayensis là một loài nhện trong họ Sparassidae.
Loài này thuộc chi Holconia. Holconia murrayensis được Arthur Stanley Hirst miêu tả năm 1991.